# Americké tankové kanóny za druhé světové války
Nejpoužívanější americké tankové kanóny za druhé světové války byly tankové kanóny M3 ráže 37 mm, M2 a M3 ráže 75 mm, M1 a M7 ráže 76 mm a M3 ráže 90 mm.

## 37 mm M3, M5 a M6

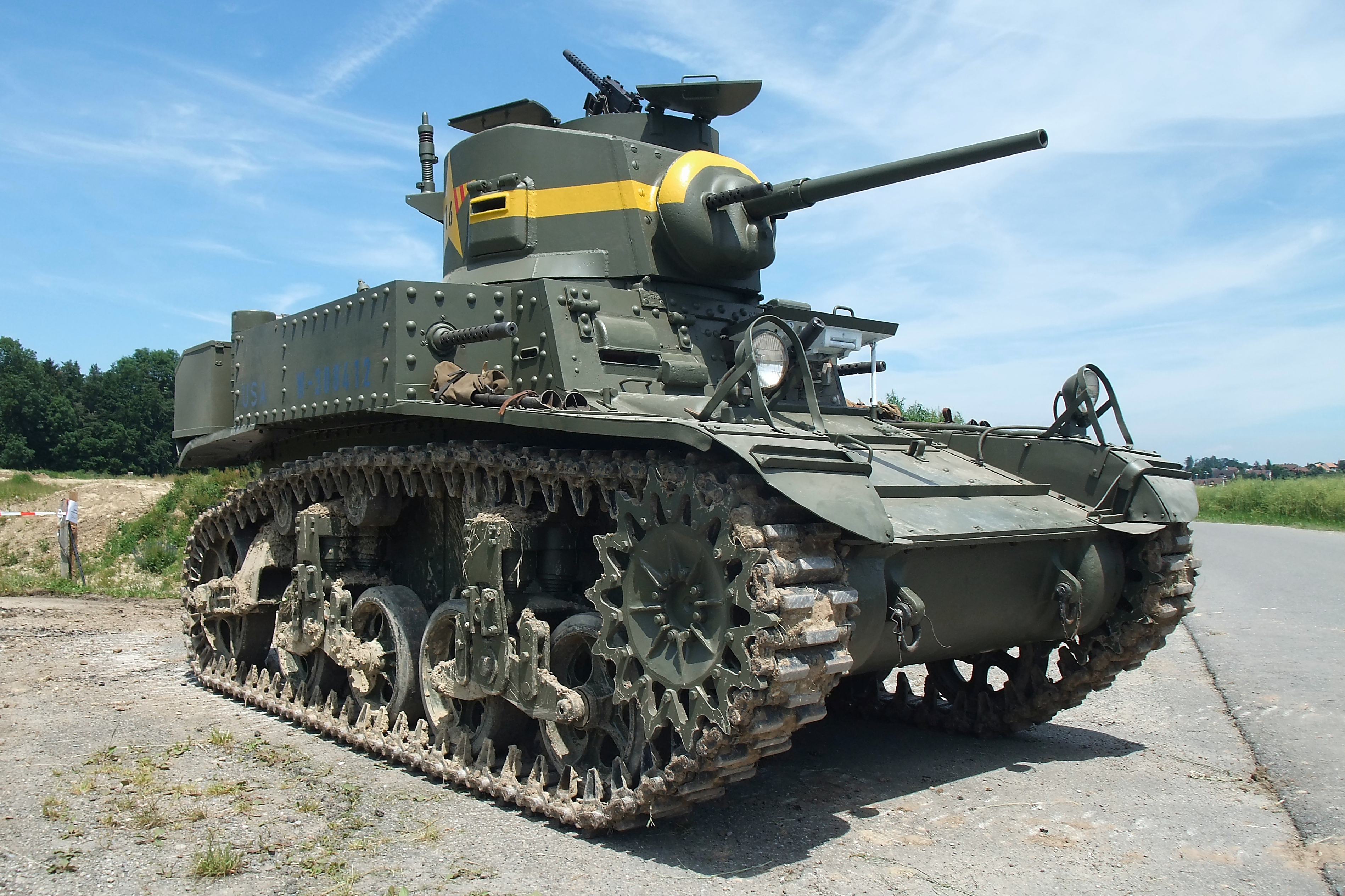
M3A1 Stuart s kanónem M6 ráže 37 mm

Tankové varianty M5 a M6 kanónu M3 ráže 37 mm byly za druhé světové války použity v několika modelech obrněných vozidel, zejména v lehkých tancích M2A4, M3 Stuart a M5 Stuart .Také je měly například M3 Lee, M8 Greyhound a M22 Locust.

## 75 mm M2 a M3

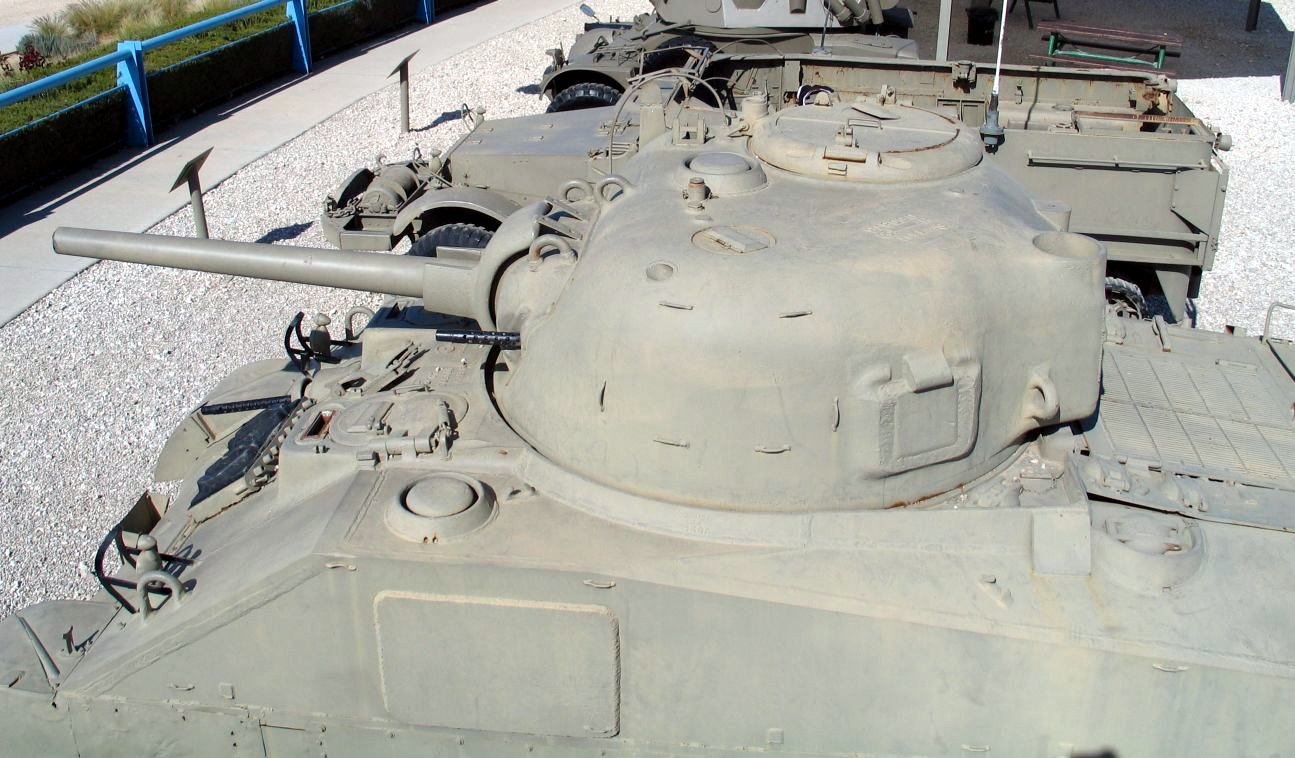
M4A4 Sherman s kanónem M3 ráže 75 mm

Americký 75mm kanón M2 a pozdější M3 byly standardní americké tankové zbraně, používané hlavně na dvou hlavních amerických středních tancích druhé světové války, M3 Lee (M2) a M4 Sherman (M3).
Lehké varianty M6 a M5 byly vyvinuty pro vybavení lehkého tanku M24 Chaffee a verzí G a H bombardéru B-25 Mitchell.

## 76,2 mm M7 a M1

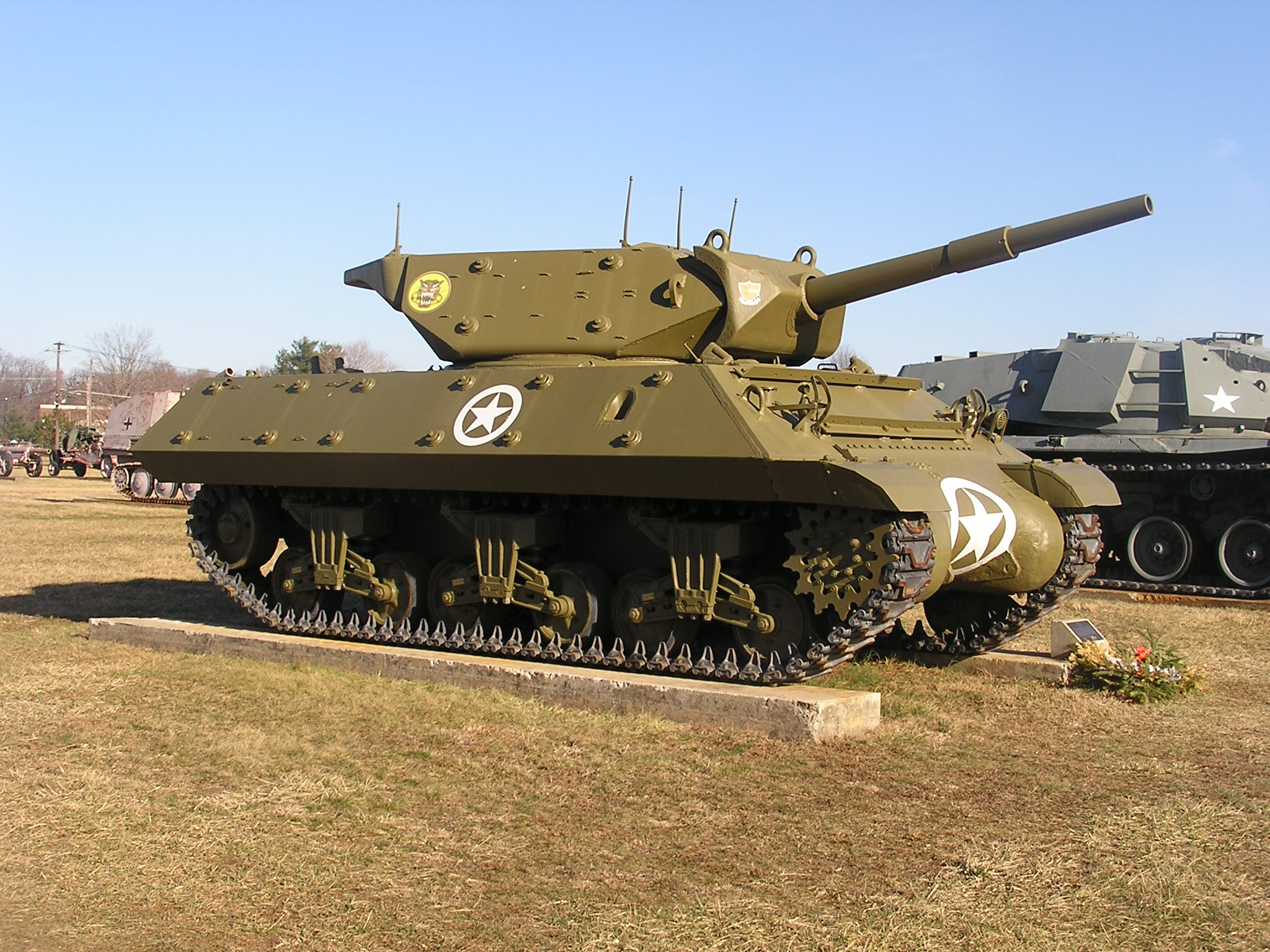
M10 Wolverine s kanónem M7 ráže 76 mm

Kanón M1918 ráže 76,2 mm byl americký protiletadlový kanón. Později byl upraven na tankový kanón M7, sloužící během druhé světové války jako hlavní výzbroj stíhače tanků M10 Wolverine a těžkého tanku M6. V roce 1942 z něj byl vyvinut kanón M1, který se od roku 1943 začal vyrábět a byl instalován do středního tanku M4 Sherman a do nového stíhače tanků  M18 Hellcat; kanón M1A2 již měl úsťovou brzdu. Kanóny používaly náboje M62 APHECBC, M79 AP a M93 APCR.

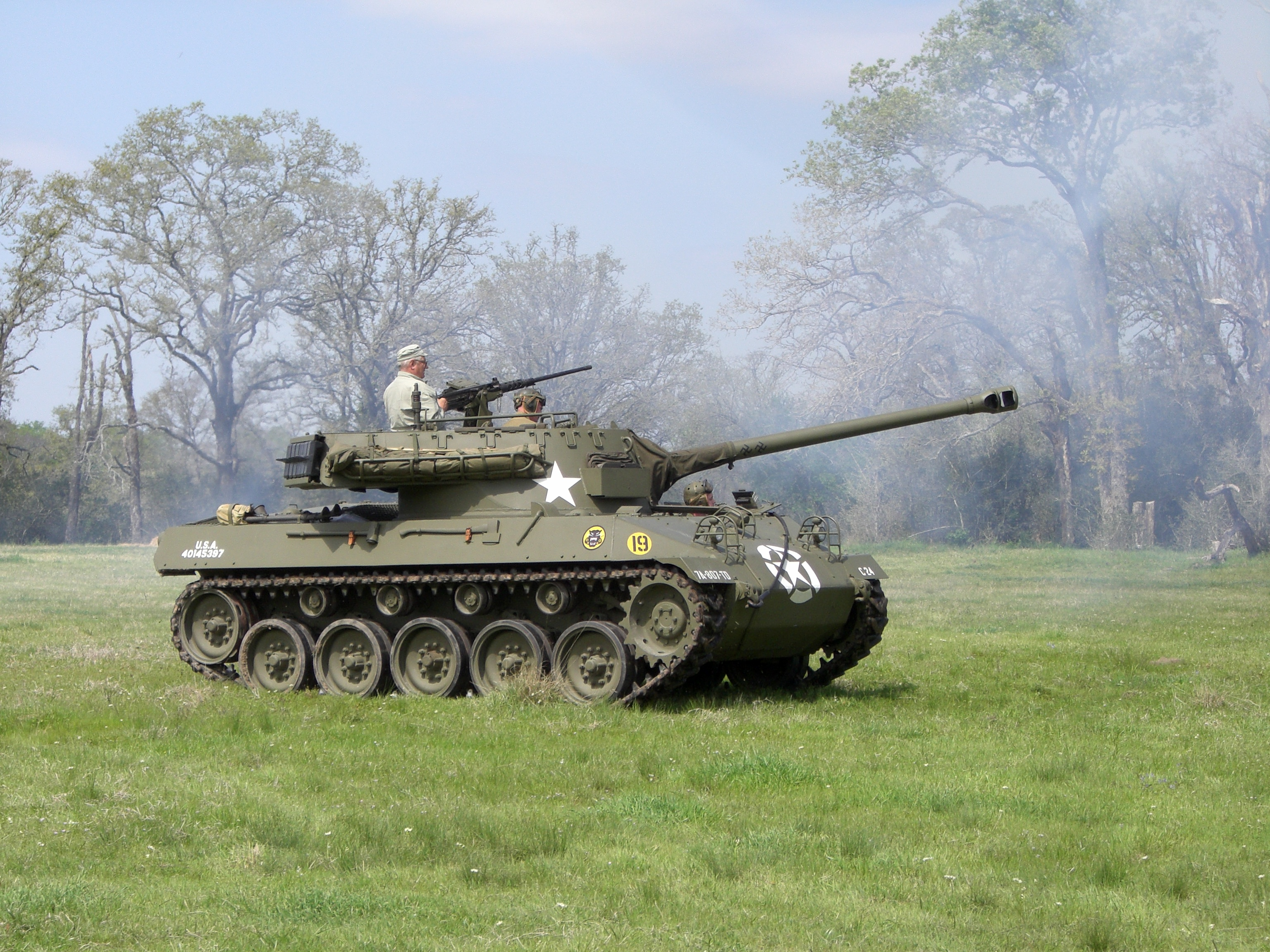
M18 Hellcat s kanónem M1 ráže 76 mm

Ačkoli byl kanón testován na začátku srpna 1942, teprve v srpnu 1943 byla vyvinuta montáž pro tank M4 Sherman. První vyrobené tanky dostaly kanón M1A1 bez úsťové brzdy. Do boje byl přijat až v červenci 1944. V experimentálních modelech tohoto tanku M4A1E8 a M4A3E6 byly 76 mm kanóny montovány do původní věže, stejně jako to dělali Britové se sedmnáctiliberním kanónem. Již v lednu 1943 bylo rozhodnuto namontovat kanón M1A2 na nové vozidlo M18 Hellcat, avšak výroba začala až v červenci.

## 90 mm M3

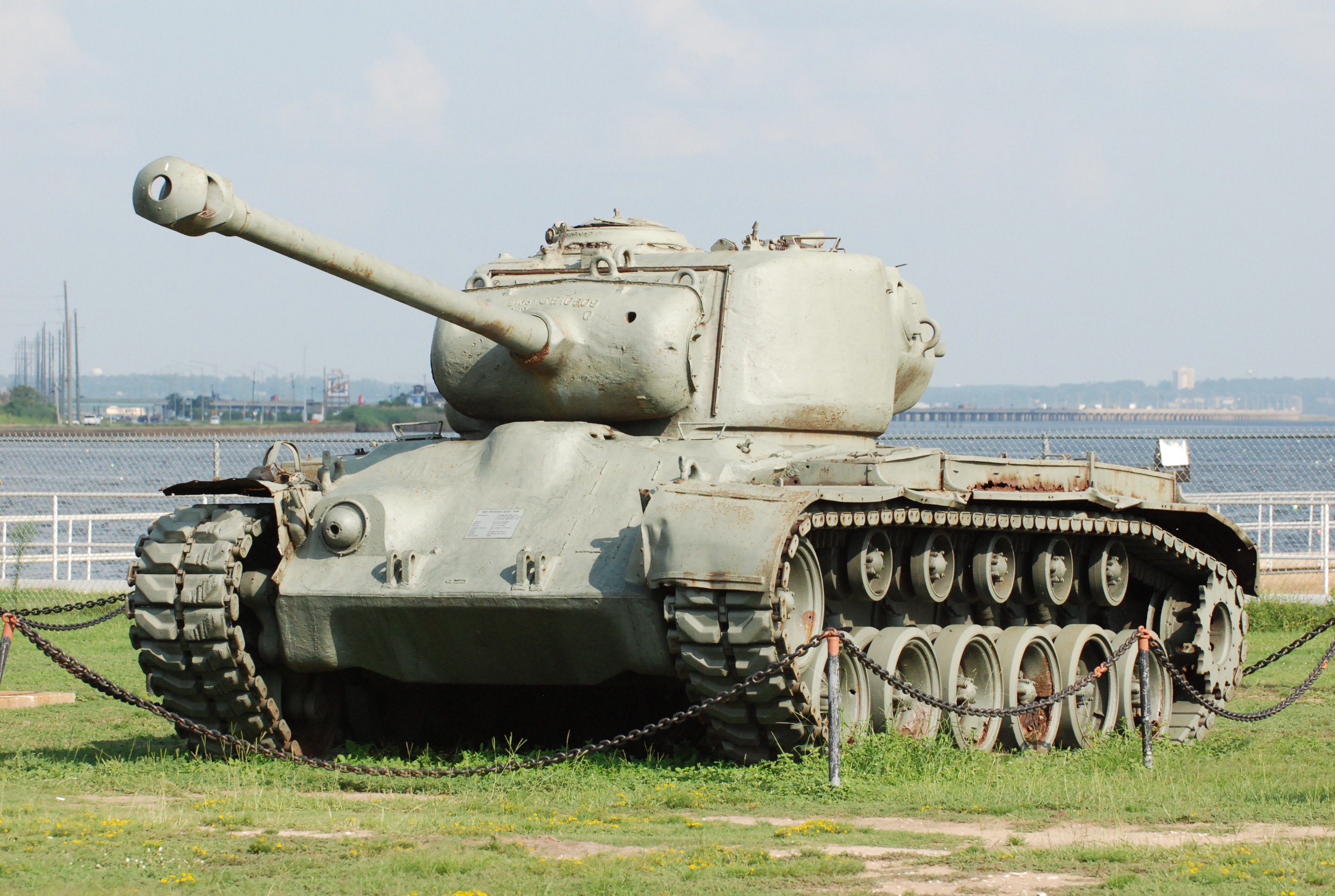
M26 Pershing s kanónem M3 ráže 90 mm

Tankový kanón M3 ráže 90 mm byla hlavní zbraň stíhače tanků M36 a středního tanku M26 Pershing, ale i poválečného tanku M46 Patton. Byla to náhrada za nedostatečné kanóny M1 ráže 76 mm.

## Galerie

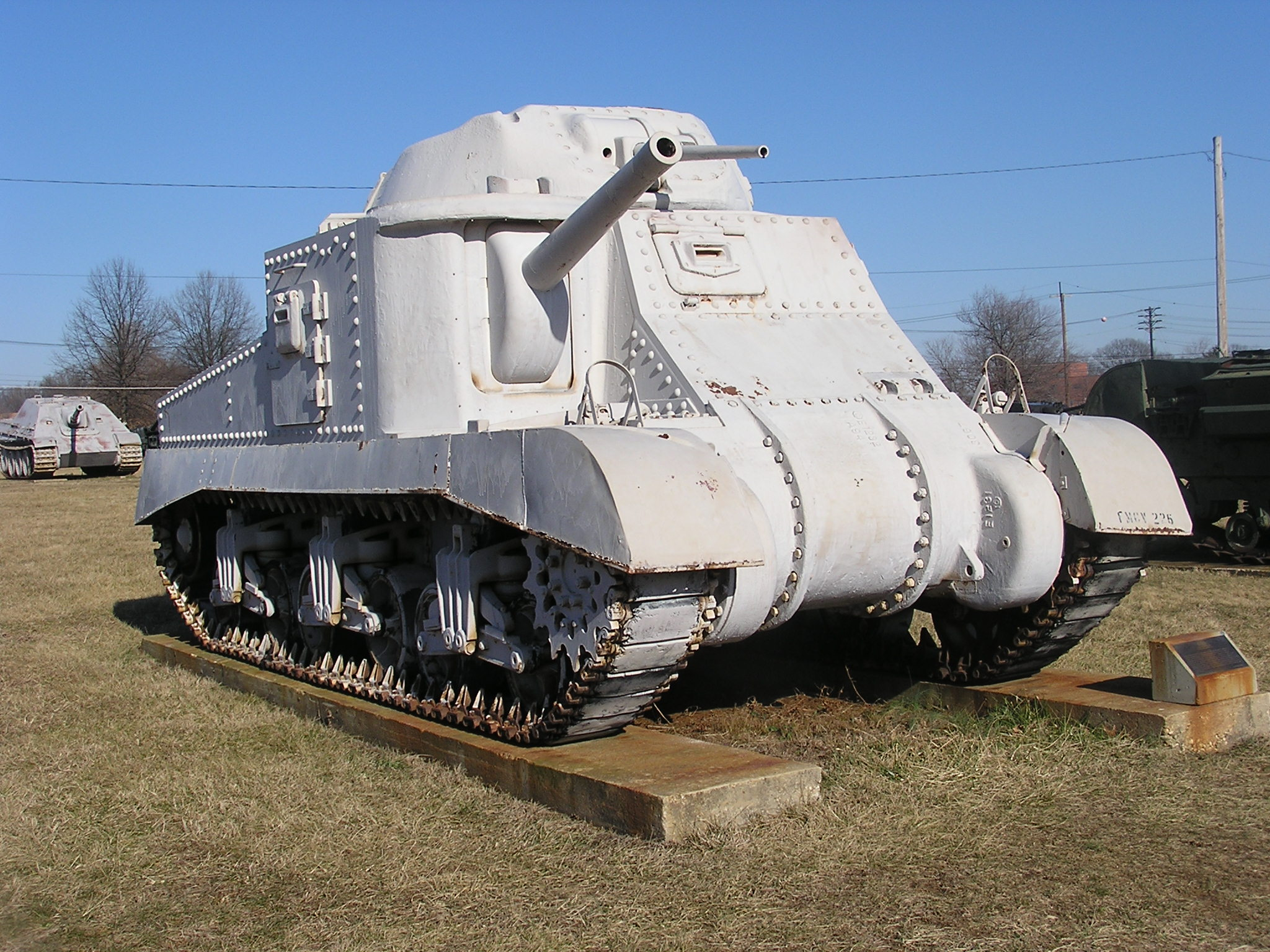
M3 Lee s kanónem M2 ráže 75 mm a M5 ráže 37 mm (ve věži)
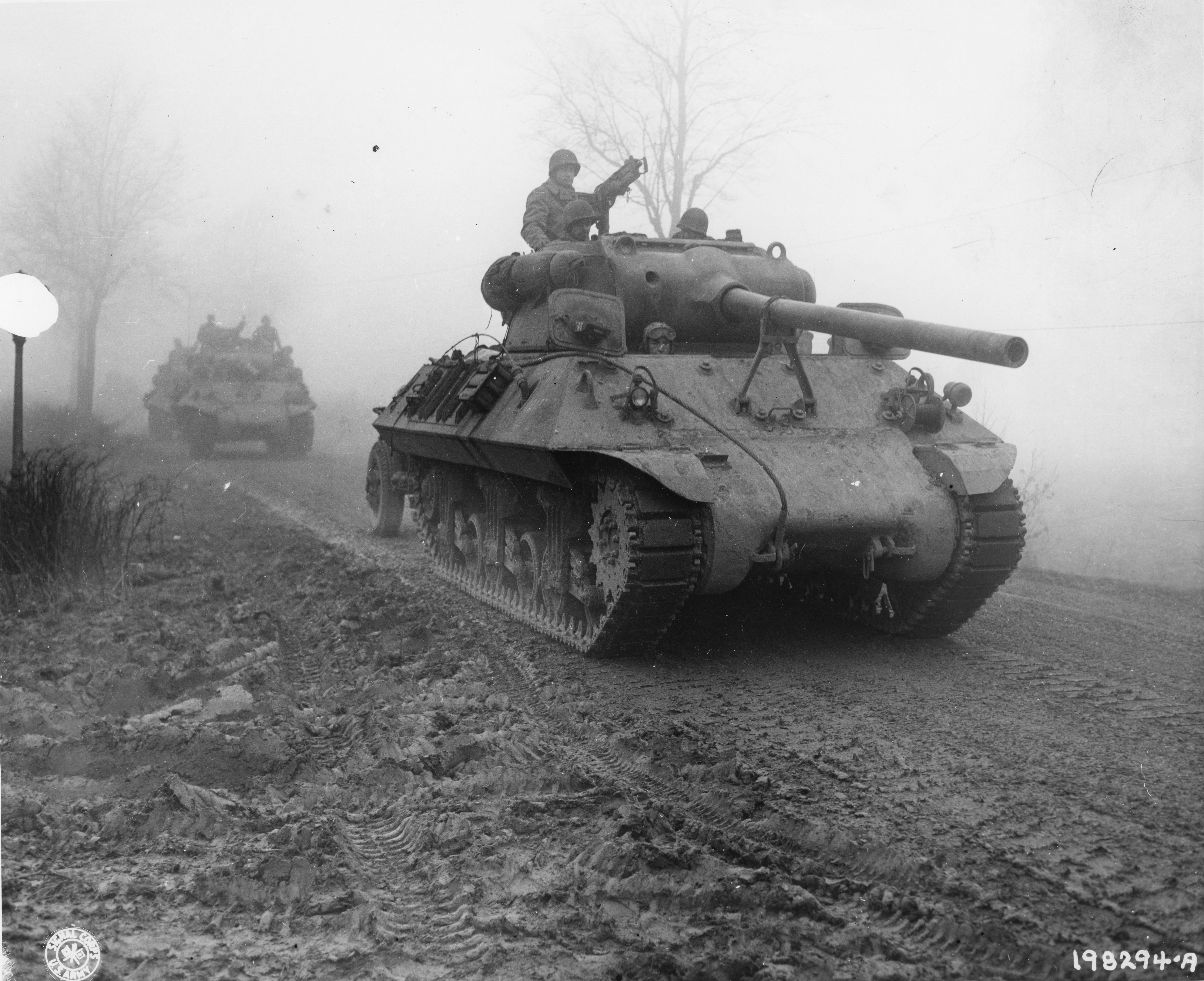
M36 Jackson s kanónem M3 ráže 90 mm
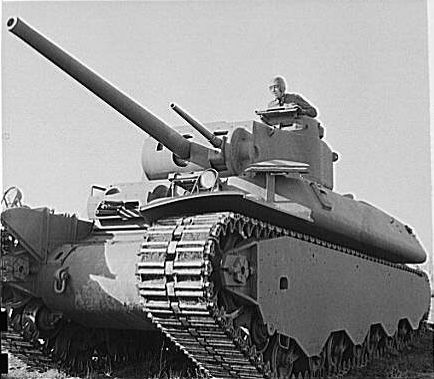
M6 Dreadnought s kanóny M7 ráže 76 mm a M3 ráže 37 mm
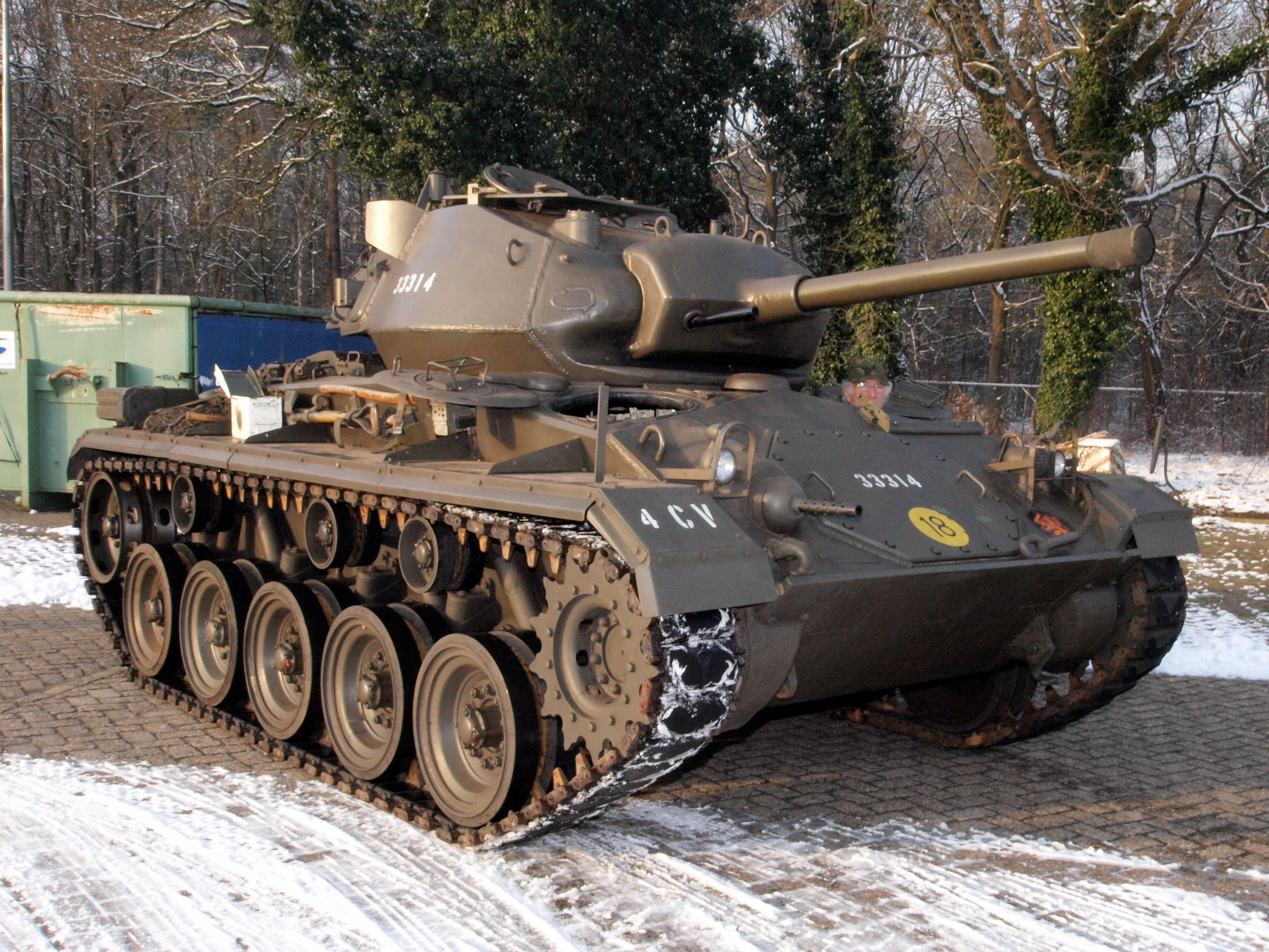
M24 Chaffee s lehčím kanónem M6